# 성렴
성렴(成廉, ? ~ ?)은 중국 후한 말의 무장이다.

## 생애
여포(呂布)를 섬겼다. 장안(長安)을 빠져나온 여포는 원소(袁紹)와 함께 상산(常山)에서 장연(張燕)과 교전하였다. 이때 여포는 단 수십 명의 기병으로 하루에 서너 번씩이나 장연의 본진으로 돌격하였는데, 이때 성렴과 위월(魏越)은 항상 여포의 곁에 있었다. 이러하기를 10여일 후, 결국 여포는 장연의 군세를 격파하였다.
건안(建安) 3년(198년) 10월, 하비(下邳)에서 조조(曹操)와의 야전에 참전하였으나 여포는 패하였고, 성렴은 조조에게 생포당하였다. 성렴에 관한 기록은 사서에 거의 보이지 않으나, 《후한서(後漢書)》에서는 건장(健將), 《삼국지(三國志)》에서는 효장(驍將)이라고 표현하는 등 상당히 용맹하였음을 강조하고 있다.

## 《삼국지연의》 속 성렴
여포 휘하 팔건장(八健將)의 한 사람(5위)으로 등장한다. 첫 전투에서 조조를 한 걸음 거리까지 추격하였으나, 조조의 부장 전위(典韋)가 이를 물리쳤다. 그 후, 복양(濮陽)에서 조조의 부장 악진(樂進)의 화살에 맞아 죽었다.